# American Oil Company
Amoco ist der abgekürzte Name der American Oil Company, des ehemals drittgrößten Ölkonzerns der Welt.
Die Amoco Oil Corporation wurde 1889 von John D. Rockefeller als Teil der Standard Oil Company gegründet, die 1911 wegen kartellrechtlicher Bedenken zerschlagen wurde. Amoco hieß zunächst Standard Oil of Indiana, was aber nur der Name des Vertriebsgeschäftes für Kraftstoffe war. 1998 fusionierte Amoco mit British Petroleum zu BP Amoco, welche später wieder in BP umbenannt wurde, weil die Marke BP bereits bekannt war.

## Geschichte

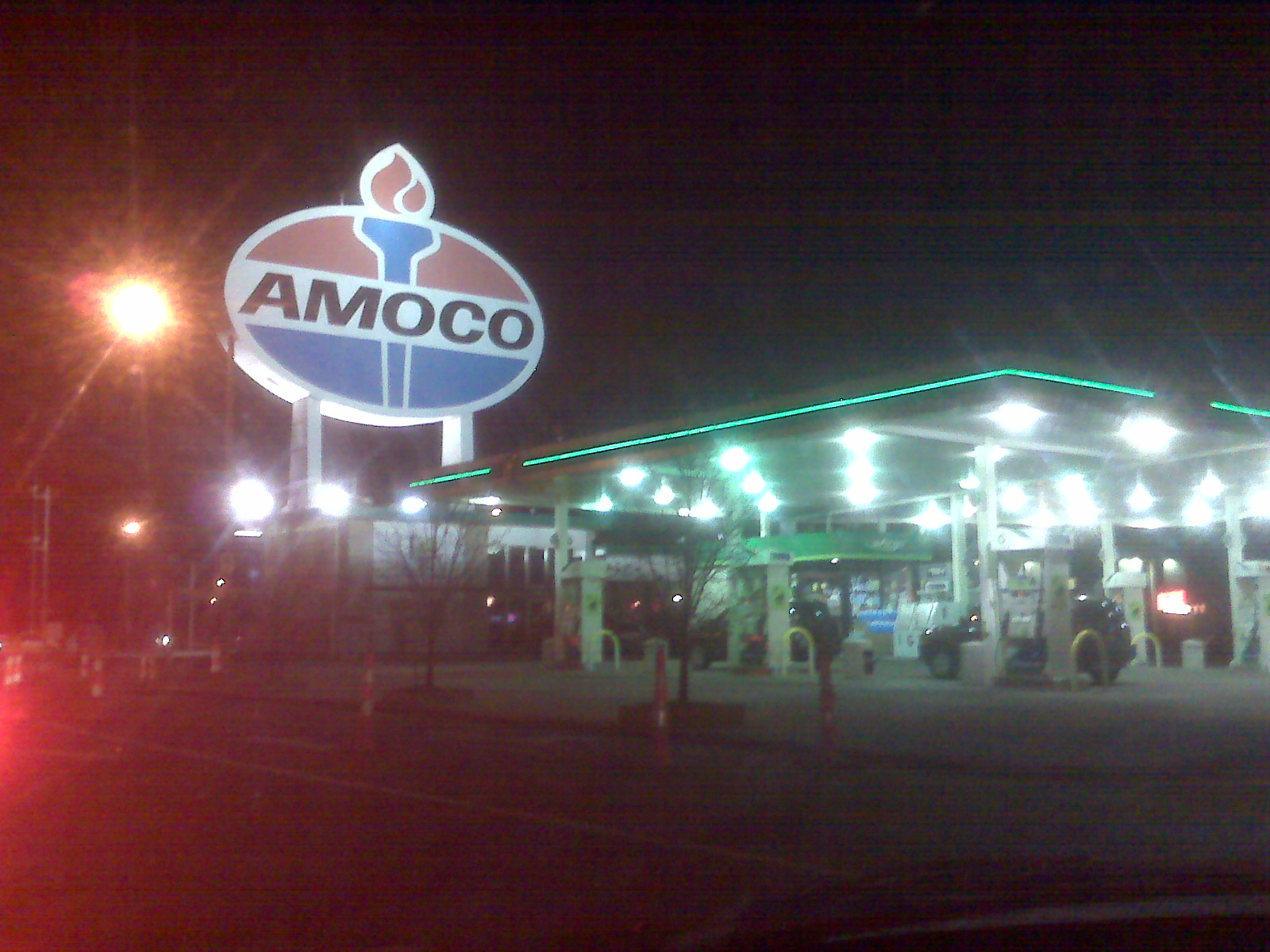
Logo der Amoco an einer BP-Tankstelle in St. Louis

Einige Jahre nach der Gründung 1889 durch John D. Rockefeller entschied man sich 1910 aufgrund der zunehmenden Popularität des Automobils für eine Spezialisierung auf den Verkauf von Otto-Kraftstoffen. Bei der Gründung war Amoco noch Teil des Standard Oil Trusts, der 1911 durch den Supreme Court zerschlagen wurde (Sherman Antitrust Act). Als eigenständiges Unternehmen konnte Amoco im mittleren Westen der USA einen Marktanteil von 88 % beim Verkauf von Benzin und Petroleum erreichen. 1912 wurde die erste Tankstelle in Minneapolis, Minnesota, eröffnet. In den 1920er und 1930er Jahren eröffnete Amoco wegen der steigenden Nachfrage weitere Erdölraffinerien und -Förderanlagen. Allein im Jahr 1937 wurden dabei über 1000 Ölbohrlöcher gebohrt.
Im Zweiten Weltkrieg beteiligte sich Amoco nicht nur an der Kraftstoff-Versorgung der Armee und Air Force, sondern entwickelte in den neu gegründeten chemischen Abteilungen (Pan American Chemicals Company und Indoil Chemical Company) unter anderem eine effektivere Methode, TNT herzustellen. In den späten 1940er Jahren konzentrierte sich Amoco auf die nationale Ölförderung und war 1947 das erste Unternehmen, das aus Off-Shore-Ölfeldern im Golf von Mexiko förderte.
Mit dem Einrichten eines Förder-Büros in Kanada wurde Amoco zu einem internationalen Unternehmen.
1960 konnte Amoco ein Verfahren zur Herstellung von PTA (para-Phthalsäure) in seiner chemischen Abteilung entwickeln. Um daraus Kunststoffe (Polyester) zu produzieren, erwarb Amoco die Avisun Corporation und Patchogue-Plymouth, die von nun an unter dem Namen Amoco Fabrics and Fibers Company operierte. In den nächsten Jahrzehnten wuchs Amoco vor allem durch weitere Fabriken und Förderanlagen in mehr als 30 Ländern, unter anderem in Großbritannien, Belgien, Brasilien, Mexiko, Südkorea, Taiwan, Norwegen, Venezuela, Russland, die Volksrepublik China, Trinidad und Tobago und Ägypten, und wurde zu einem der größten Ölkonzerne weltweit.
Bekannt wurde der Name Amoco in Europa durch die Havarie des Tankers Amoco Cadiz vor der bretonischen Küste am 16. März 1978. Dabei gelangten erhebliche Mengen an Rohöl in die See und führten zu massiven Umweltschäden an der bretonischen Atlantikküste. Am 11. August 1998 gab Amoco die Fusion mit British Petroleum bekannt, die zu diesem Zeitpunkt größte Fusion zweier Industrieunternehmen. Amoco-Tankstellen sind nun unter der Marke BP zu finden.
BP stellte im darauffolgenden Jahr 9.900 neue Arbeitskräfte ein.